# Lipe, Ljubljana
Lipe este o localitate din comuna Ljubljana, Slovenia, cu o populație de 50 de locuitori.